# رودريغو بارا
رودريغو بارا (بالإسبانية: Rodrigo Barra)‏ هو لاعب كرة قدم تشيلي في مركز الدفاع، ولد في 24 سبتمبر 1975 في ترايجوين في تشيلي. شارك مع منتخب تشيلي لكرة القدم. أما مع النوادي، فقد لعب مع سانتياغو واندررز.